# Katedra św. Marcina z Tours w Mukaczewie
Katedra św. Marcina z Tours w Mukaczewie (ukr. Кафедральний собор св. Мартина з Туру в Мукачевому, Kafiedralnij Sobor Swiataho Martina z Turu w Mukaczewu) – rzymskokatolicka świątynia wybudowana w latach 1904-1905 w stylu eklektycznym. W czasach sowieckich była nieczynna. W 1990 zwrócona wiernym. Od 2002 katedra nowo powstałej diecezji mukaczewskiej. Mieści się przy ulicy Miru 2.